# Guy Perrier (géophysicien)
Ne doit pas être confondu avec Guy Perrier (parachutiste).
Cet article possède des paronymes, voir Guy Ferrier et Guy Verrier.
Pour les articles homonymes, voir Perrier.
Guy Perrier, né le 9 février 1939 à Clermont-Ferrand, est un géophysicien et sismologue français, professeur des universités et directeur de l'observatoire des sciences de l'Univers de Grenoble de 1996 à 2001.
Dans les décennies 1960 et 1970, il est l’un des promoteurs en France de la « sismologie expérimentale », qui permet, à partir de grosses explosions enregistrées par des sismomètres, de déterminer la structure de la croûte et du manteau supérieur terrestre.

## Biographie

### Origines et formation

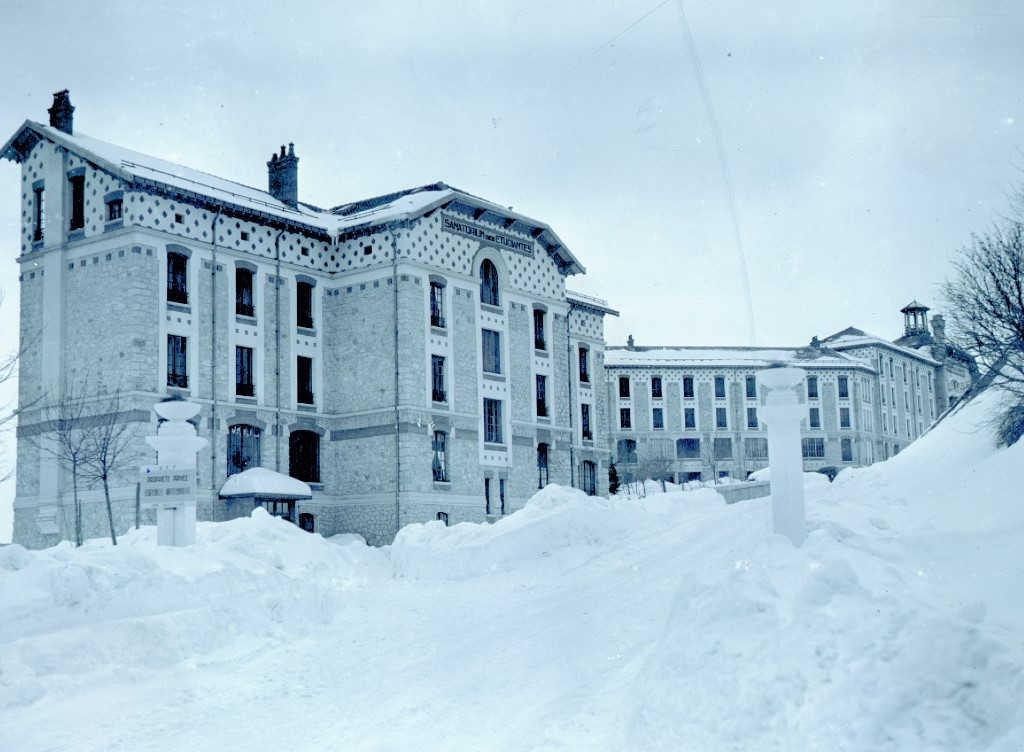
Sanatorium des étudiants de France, à Saint-Hilaire-du-Touvet dans les années 1950.

Guy Perrier, né le 9 février 1939 à Clermont-Ferrand, y fréquente d'abord le lycée Godefroy-de-Bouillon, puis le lycée Blaise-Pascal où il obtient un baccalauréat math-élém en 1956. Ses années de classes préparatoires sont interrompues par un séjour prolongé au sanatorium de Saint-Hilaire-du-Touvet, près de Grenoble. Il obtient néanmoins en 1958 le certificat de mathématiques générales et physique, puis une licence de physique (Clermont, 1960).
Il « monte » à Paris la même année pour débuter des études de géophysique à l'institut de physique du globe de Paris (I.P.G.P.). En 1962, il devient assistant des observatoires au laboratoire de sismologie de l'I.P.G.P. dirigé par Yvonne Labrouste, avant d'entrer au C.N.R.S. l'année suivante.

### La sismologie expérimentale
Labrouste, depuis une dizaine d'années, s'est lancée dans ce qui s'appelle alors la « sismologie expérimentale », où des explosions contrôlées de plusieurs dizaines de tonnes de T.N.T. sont enregistrées par des sismographes à des distances atteignant plusieurs centaines de kilomètres. Entre 1956 et 1960, et plus particulièrement dans le cadre de l'Année géophysique internationale, elle vient ainsi de coordonner une coopération transfrontalière destinée à étudier la structure profonde des Alpes. Perrier arrive à point nommé pour exploiter la masse de données alors acquise, en mettant en œuvre des techniques d'interprétation originales. Une remontée anormale de manteau est mise en évidence dans la région d'Ivrée, au nord de Turin, et une racine crustale est découverte sous le Briançonnais. Le Moho, discontinuité séparant la croûte du manteau, est pour la première fois cartographié dans les Alpes franco-italiennes, et l'image qu'en publie Perrier en 1968 ne sera pas sensiblement modifiée par les cartes les plus récentes.

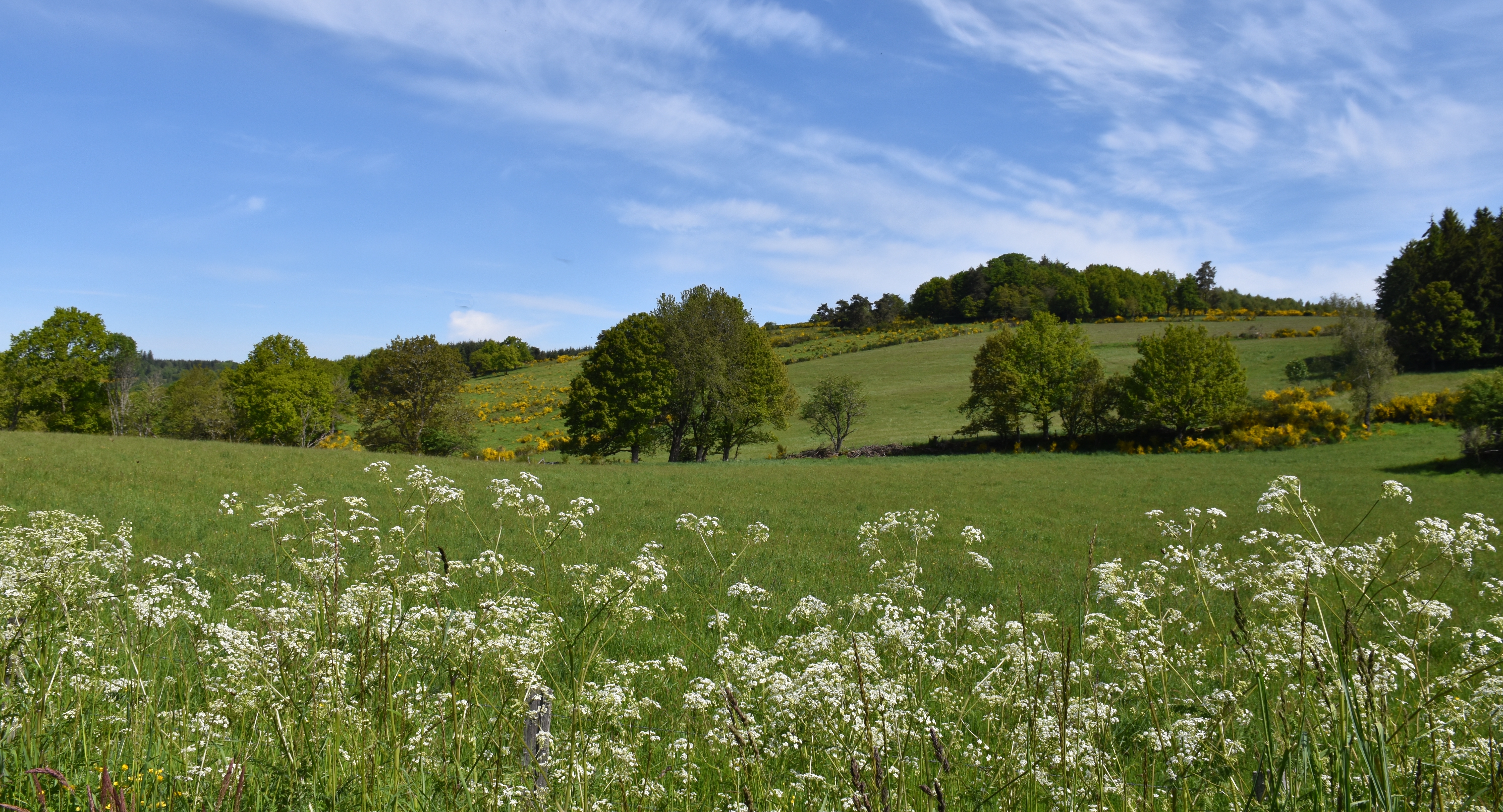
Le plateau de Millevaches, dans le Limousin, traversé par un « grand profil sismique » en 1970.

Le Moho avait été découvert en 1910 par Andrija Mohorovičić en observant les ondes sismiques qui s'y réfractent. L'identification des ondes qui s'y réfléchissent est beaucoup plus délicate, pour des raisons d'appareillages et de technique d'enregistrement, mais aussi parce que la tectonique alpine rend l'interprétation très complexe. Les profils acquis ailleurs en France dans des endroits plus stables entre 1962 et 1969 permettent à Perrier de confirmer que des réflexions sur le Moho peuvent être clairement observées. En 1970, il lance avec Léon Steinmetz, directeur du programme, l'opération « grands profils sismiques » qui, durant plusieurs années, quadrille le Massif central afin d'en étudier la structure crustale. Cette étude est complétée par la mise en évidence d'une remontée asthénosphérique sous le centre du massif, avec une potentialité de développement de l'énergie géothermique dans ce secteur.
Avec Yvonne Labrouste, puis Jean Coulomb comme directeurs de thèse, Perrier soutient sa thèse d'État ès sciences physiques en 1973 à l'université Pierre-et-Marie-Curie (Paris VI) sur la Structure profonde des Alpes occidentales et du Massif central français.

### Fondation de la géophysique à Grenoble

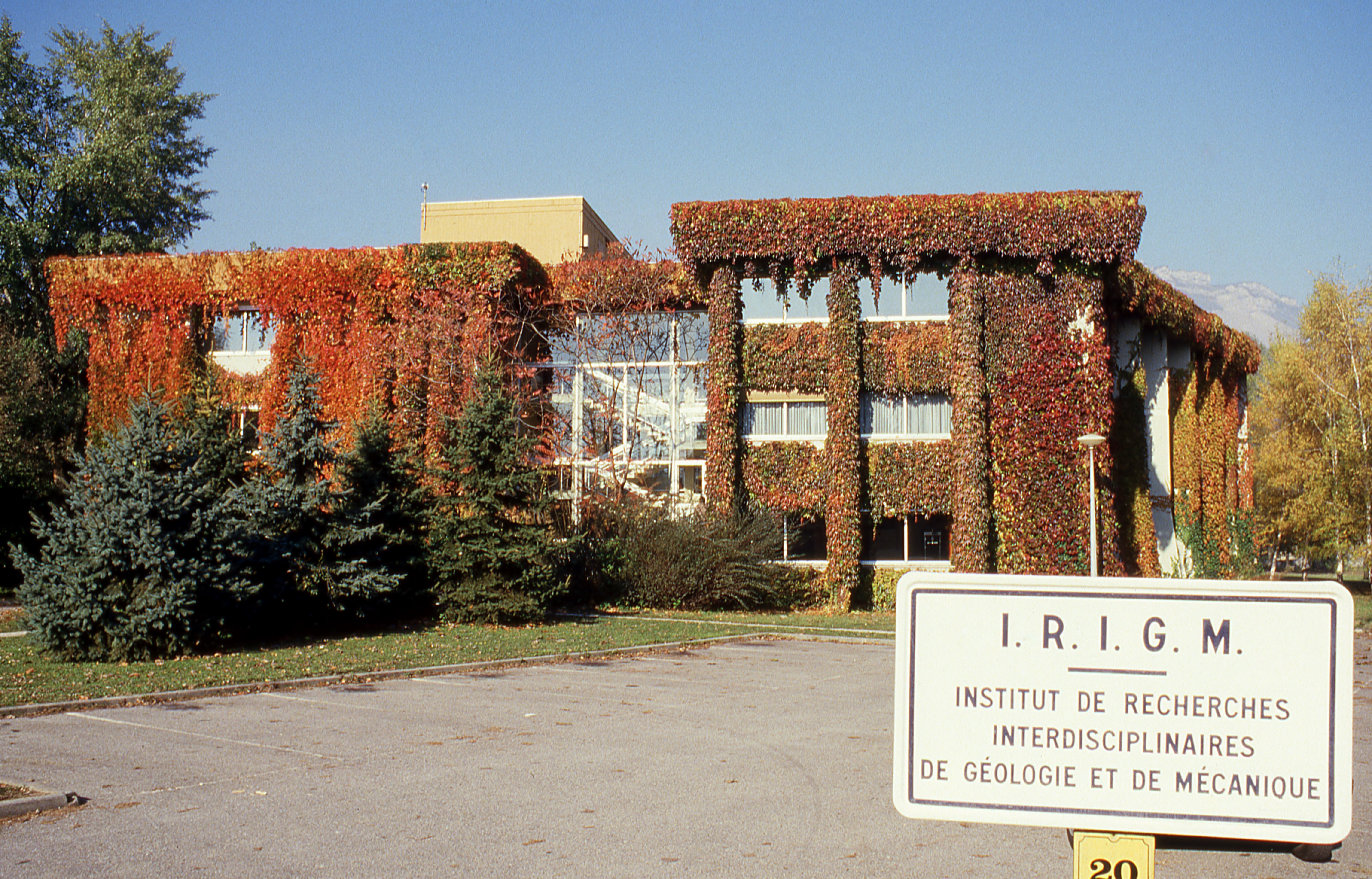
Le bâtiment de l'IRIGM, où se trouve hébergé le L.G.I.T. de 1977 à 1996 (domaine universitaire de Grenoble).

En 1974, Michel Soutif, sur une suggestion de Louis Lliboutry qui n'avait pu établir jusque là qu'un embryon de géophysique appliquée à la glaciologie, propose à Perrier un poste de professeur pour venir s'installer avec une petite équipe de trois chercheurs à l'université de Grenoble. En 1975, le laboratoire de géophysique interne voit le jour, avant de s'adjoindre l'année suivante une composante tectonophysique pour devenir le L.G.I.T., associé au C.N.R.S. Perrier le dirige de 1975 à 1988 en lui donnant au départ trois orientations : la structure de la lithosphère, la sismotectonique et les anomalies profondes du manteau. Deux autres thèmes apparaissent vite : la source sismique (en) et le risque sismique. Dans les années 1980, le L.G.I.T. abandonne sa spécificité de sismologie et de tectonique pour s'élargir au géomagnétisme. Cette diversification des recherches du laboratoire conduit Perrier à s'investir dans le Comité national français de géodésie et géophysique et à en présider, entre 1988 et 1992, la section de « Sismologie et physique de l’intérieur de la Terre ».
Parallèlement, beaucoup restait à faire dans le domaine de l'enseignement de la géophysique. Après la création d'un certificat de géophysique générale, un D.É.A. de géophysique approfondie permet à Perrier de constituer un vivier d'étudiants, vivier encore grossi à partir de 1987 par son implication dans les cursus de l'É.N.S. de Lyon. Cet engagement dans l'enseignement est suivi de sa nomination à la tête des études doctorales de l'université Joseph-Fourier de 1988 à 1994.

### Constitution de l'observatoire de Grenoble
Dès 1975, Perrier marque également l'intérêt du L.G.I.T. pour les observations sismologiques, par le biais de trois anciennes stations destinées à l'origine à surveiller les barrages alpins, complétées par trois nouvelles détectant la sismicité régionale. Avec le soutien initial de l'opération « Isère département pilote », c'est sur ce canevas que se grefferont, à partir de 1988, les 45 stations du réseau Sismalp qui observe désormais la sismicité des Alpes franco-italiennes.
Cette tradition d'observation du L.G.I.T., jointe à l'arrivée en 1979 d'une équipe d'astronomes, fait voir le jour dès 1985 à l'observatoire des sciences de l'Univers de Grenoble. Trois laboratoires se trouvent ainsi réunis : celui d'astrophysique (le LAOG), le L.G.I.T., et la composante géophysique d'un laboratoire de traitement du signal (le Céphag). En 1996, Perrier prend pour cinq ans la direction de l'observatoire, et s'emploie à y regrouper l'ensemble des six laboratoires de sciences de la Terre et de l'Univers de Grenoble, soit plus de 400 personnes.

### Controverses
Perrier connaît bien Haroun Tazieff, fréquenté à l'I.P.G.P. au début des années 1970. Cette année-là, ils travaillent même ensemble lors d'une mission d'expertise à Pouzzoles, près de Naples, où il s'agit de déterminer si la zone volcanique des champs Phlégréens présente alors une activité sismique. Leurs relations se distendent cependant, Perrier reprochant par la suite à Tazieff son manque de vision pour concevoir une structure pérenne des observations volcanologiques outre-mer.
En 1988, Tazieff utilise l'opération « Isère département pilote » lancée par Alain Carignon pour faire financer un dispositif expérimental destiné à prédire les séismes sur la base de signaux électriques anormaux (méthode VAN). Il veut l'installer en quelques points des Alpes en y associant un peu vite le L.G.I.T., sans consulter quiconque. Perrier, comme la quasi-totalité des géophysiciens, est sceptique sur la fiabilité de la méthode. Il s'y oppose, estimant qu'« on met la charrue avant les bœufs », ce qui provoque l'ire de Tazieff. Deux millions de francs sont néanmoins dépensés au cours de tests effectués pendant plusieurs années par le C.É.A., sans résultats probants.

### Engagement politique
À Grenoble, lors des élections municipales de 1989, Perrier rejoint la liste de Michel Destot (P.S.), tandis que Tazieff opte pour Carignon (R.P.R.). Celui-ci remporte les élections, et entame son dernier mandat municipal.

### Vie privée
Guy Perrier est marié et père de deux fils. Le cadet est né le jour du séisme du Frioul de 1976.

## Distinctions
- Officier de l'ordre national du Mérite (2002[16])
- Officier de l'ordre des Palmes académiques (1996[17])
- Prix Jaffé de l'Institut de France (2013[8])
- Membre correspondant (1967) puis titulaire (2006) de l’académie des sciences, belles-lettres et arts de Clermont-Ferrand

## Sélection de publications
- (avec Dominique Yves Jérôme et Joël Lancelot), « Le bilan des expéditions lunaires », La Recherche, vol. 2, no 10,‎ mars 1971, p. 231-240.
- Structure profonde des Alpes occidentales et du Massif central français (thèse d'État), Paris, Université Pierre-et-Marie-Curie, 1973, 203 p.
- chap. 10 « La croûte terrestre », dans Jean Coulomb et Georges Jobert (dir.), Traité de géophysique interne, vol. 1 : Sismologie et pesanteur, Paris, Masson, 1973, XXV-646 p., p. 229-281.
- « Sismographe et sismologie », dans Encyclopédie internationale des sciences et des techniques, vol. 9 : Pneumat-Soufflerie, Paris, Presses de la Cité, 1973, 981 p., p. 782-797.
- (it) « Litosfera », dans Enciclopedia Einaudi (it), vol. 8 : Labirinto-Memoria, Turin, Einaudi, 1979, 1109 p. (ISBN 978-8-8061-0082-7), p. 408-428.
- (avec Raoúl Madariaga) (préf. Claude-Jean Allègre), Les Tremblements de terre, Paris, Presses du CNRS, coll. « CNRS Plus », 1991, 211 p. (ISBN 2-87682-049-8).
- « Structure profonde et sismicité du Massif central français », dans Pierre Boivin et Francine Mercier (dir.), Histoire de la découverte géologique du Massif central français, Clermont-Ferrand, Société d'histoire naturelle d'Auvergne (Mémoire no 8), 2019, 267 p. (ISSN 0373-2851, présentation en ligne), p. 230-237.